# Sciara sumatrana
Sciara sumatrana är en tvåvingeart som först beskrevs av Günther Enderlein 1911.  Sciara sumatrana ingår i släktet Sciara och familjen sorgmyggor. Inga underarter finns listade i Catalogue of Life.